# Dystrykt Wa
Okręg Miejski Wa – jest miastem i zarazem dystryktem w Regionie Północno-Zachodnim w Ghanie.